# Grotte de Movile
La grotte de Movile (roumain : Peștera Movile) est une cavité géologique inondée située en Roumanie, en Dobroudja, près de Mangalia dans le județ de Constanța. Elle a été découverte en 1986 par Cristian Lascu.
Elle est remarquable, car isolée du monde extérieur depuis environ cinq millions et demi d'années, et abritant une faune endémique d'invertébrés, unique au monde, adaptée au manque de lumière et d'oxygène, et dont la survie est fondée sur la prolifération de bactéries se nourrissant des matières en suspension dans l'eau.

## Système quasi-clos
Totalement isolée du monde extérieur depuis probablement cinq millions et demi d'années, sa formation puis son étanchéisation par rapport au monde extérieur ont été rendues possibles par l'environnement lœssique meuble et par le niveau de la nappe phréatique, piégée dans cette poche argileuse. 

Elle a été étudiée par Cristian Lascu de l'Institut biospéléologique de Bucarest (qui l'avait découverte en 1986) et ensuite par plusieurs spéléologues et zoologistes français. Sa grande originalité est son réseau trophique en autarcie, qui se développe sans apport d'énergie solaire ; on ne trouve de telles biocénoses que dans les grands fonds océaniques, auprès des sources hydrothermales, ou dans le lac Vostok situé sous la calotte glaciaire antarctique.
Ces systèmes apparemment clos, indépendants de l'énergie solaire, sont tout de même des systèmes thermodynamiquement « ouverts » : les micro-organismes y captent l'énergie chimique (potentielle) issue de la roche (de la Terre) et la dissipent en chaleur (qui quitte le système vers l'extérieur). Par ailleurs, il ne faut pas sous-estimer leur capacité à traverser les roches par la moindre micro-fissure ou porosité.

## Une soupe de microbes dans une éprouvette

### Milieu aquatique
Selon les biologistes, les « Moviliens » tirent leur subsistance d'un phénomène de synthèse chimique. Dans une grotte aucune plante verte ne peut en effet, faute de lumière solaire, pratiquer la photosynthèse, la synthèse organique la plus répandue. Dans l'eau des cloches de la grotte, d'innombrables bactéries produisent de l'énergie en oxydant le sulfure d'hydrogène (H2S) présent en abondance dans l'atmosphère et l'eau de la grotte et s'en servent pour synthétiser des molécules nourricières à partir de dioxyde de carbone (CO2). On les dit autotrophes car elles fabriquent leur matière organique à partir d'éléments minéraux inertes. Ces bactéries servent ensuite de nourriture à des bactéries filamenteuses et des champignons emmêlés. Appelés hétérotrophes, ils ne peuvent manger que d'autres êtres vivants (comme les animaux). Ils forment à la surface de l'eau un voile bactérien, couche nutritive pour des isopodes et collemboles bactérivores et mycétivores qu'on ne peut voir qu'à l'aide d'un microscope.

### Atmosphère
L'air de la grotte est très différent de celui de l'atmosphère extérieure. Le niveau d'oxygène est d'environ un tiers ou la moitié de celui à l'air libre (7-10 % O2 dans l'atmosphère de la grotte, à comparer à 21 % O2 dans l'air) et celui de dioxyde de carbone, environ cent fois supérieur (2-3,5 % CO2 dans l'atmosphère de la grotte, à comparer à 0,03 % CO2 dans l'air). Il contient aussi du méthane (CH4) à 1-2 % et, de même que l'eau de la grotte, d'importantes concentrations de sulfure d'hydrogène (H2S) et d'ammoniac (NH3).

### Des cercles très fermés d'herbivores et de carnivores
Le voile bactérien nourrit :
- des herbivores aériens (isopodes, collemboles) qui se déplacent à la surface et sont eux-mêmes chassés par les carnivores (araignées, mille-pattes) ;
- des vers, crustacés et escargots aquatiques sont eux-mêmes chassés par des nèpes et des sangsues. Déchets et cadavres sont ensuite récupérés par des champignons, mollusques et crustacés éboueurs.

Sur 36 espèces terrestres, 26 sont nouvelles à Movile. Parmi les herbivores, d'innombrables collemboles ; ces minuscules insectes sauteurs sont plus de 1500 par décimètre carré. On trouve aussi des crustacés et des diplopodes (petits mille-pattes). Vivant aux dépens de ces troupeaux, l'étonnante population de prédateurs terrestres comprend notamment le mille-pattes Cryptos, divers pseudoscorpions et coléoptères carnivores. Chez certaines espèces aveugles, les jeunes naissent avec des yeux avant de les perdre. C'est le cas de quelques crustacés et de l'araignée Lascona cristiani. Cette dernière aurait ses plus proches parentes actuelles dans les îles Canaries. Une autre araignée endémique du sommet du réseau trophique est Kryptonesticus georgescuae. Cette faune semble dater du temps où l'Europe connaissait un climat tropical. 99 % des créatures aquatiques de Movile vivent dans les 10 premiers centimètres sous la surface de l'eau, où il y a de l'oxygène. Seules 28 % des espèces aquatiques de la grotte sont nouvelles à ce jour, contre 75 % pour les espèces terrestres. Cette différence suggère que, dans le passé, il était moins aisé d'y pénétrer en rampant qu'en nageant à contre-courant, par les siphons qui la reliaient à la mer ou aux lacs voisins.

## La mer Noire et l'Europe centrale il y a cinq millions d'années
Le réseau souterrain des « cloches » de Movile aurait été creusé au début du Zancléen il y a plus de 5 millions d'années, lorsque le bassin pontique de la Paratéthys s'est partiellement vidé dans la Méditerranée à la suite du creusement du détroit du Bosphore. Le lac Dacien, aujourd'hui disparu, se serait alors enfoncé en forant des galeries. Puis des eaux et des gaz remontant du magma auraient envahi ce réseau. Le physicien Florin Baciu n'ayant trouvé dans ces cavités aucune trace des pluies radioactives de Tchernobyl, en déduit qu'elles sont étanches, ayant été fermées par des bouchons d'argile. Aujourd'hui, des lacs et marais de la région, comme le liman de Herghelia (ro), présentent des émissions d'eaux sulfureuses semblables à celles de la grotte.